# Świerkocin (województwo warmińsko-mazurskie)
Świerkocin – wieś w Polsce położona w województwie warmińsko-mazurskim, w powiecie olsztyńskim, w gminie Olsztynek. W latach 1975–1998 miejscowość położona była w województwie olsztyńskim.
Wieś położona pośród lasów sosnowych i jezior: Świerkocin, Niskie, Czarne, Wysokie i Oczko. W odległości 200 m na północny wschód od wsi, na skraju lasu, znajduje się cmentarz ewangelicki z początku XX wieku. Obecnie są tu tylko dwa nowe domy, pozostałe to stare, poniemieckie budynki. Obok Świerkocina, nad Niskim Jeziorem, znajduje się ośrodek wypoczynkowy Świerkocin.

## Historia
Wieś wzmiankowana w dokumentach z 1410 roku, przy okazji spisywania strat podczas wojen polsko-krzyżackich. W czasach krzyżackich wieś pojawia się w dokumentach w roku 1411, podlegała pod komturię w Olsztynku, były to dobra rycerskie o powierzchni 12 włók.
W 1939 roku wieś miała 567 ha ziemi, a w 26 domach mieszkało 108 osób, w większości Mazurów. Były tu szkoła podstawowa i sklep.
W 1997 roku mieszkało we wsi na stałe 50 osób, podobnie było w 2005 r.